# Васкрснуће! (Загор)
Васкрснуће! је епизода Загора објављена у свесци бр. 134. у издању Веселог четвртка. Свеска је објављена 10.5.2018. Коштала је 270 дин (2,27 €; 2,65 $). Имала је 94 стране.

## Оригинална епизода
Оригинална епизода под називом Resurezzione! објављена је премијерно у бр. 602. регуларне едиције Загора која је у Италији у издању Бонелија изашла 2.9.2015. Епизоду су нацртали Галијено Фери, Ђани Седиоли и Марко Верни, а сценарио написао Морено Буратини. Насловну страну нацртао је Галијено Фери. Коштала је 3,5 €.

## Кратак садржај
Након што је цела подземна база у брду Натани одлетела у ваздух (заједно са роботима који су имали задатак да убију Загора), Загор путује у Филаделфију да би се састао са истраживачима Робертсоном и Џесијем из базе ”Другде”. Они му откривају да су, након смрти Хелингена и пораза Акроњана, ванземаљске машине премештене у базу ”Другде”. На њима је настављено истраживање. Машине су поново прорадиле саме од себе након следећег доласка Акроњана (Загор, бр. 132). Једна од машина успела је да регенерише Хеингеново тело, након чега је Хелинген оживео и одмах убио научника Скалија (са којим је имао нерашчишћење из прошлости).

## Poslednja epizoda G. Ferija
Ovo je posledna epizoda regularne serije Zagora koju je nacrtao Galijeno Feri. Nakon ove epizode, Feri je je još neko vreme crtao naslovne strane Zagora sve do svoje smrti 2016. godine. Poslednja naslovna stranica bila je epizoda Ubice iz svemira (#146), koja je u izdanju Veselog četvrtak u Srbiji izašla 11.5.2019.

## Претходна и наредна епизода
Претходна епизода носила је наслов Хелингеново наслеђе (бр. 133), а наредна У подземљу базе ”Другде” (бр. 135).